# 郊狼泉 (亞利桑那州)
郊狼泉（英語：Coyote Springs）是位於美國亞利桑那州阿帕契縣的一個非建制地區。該地的面積和人口皆未知。

## 地理
郊狼泉的座標為36°15′38″N 109°42′58″W / 36.26056°N 109.71611°W，而該地的平均海拔高度為1710米（即5610英尺）。